# 中華民國總統初選
中華民國總統初選指中華民國總統選舉的初選制度。
中國國民黨的總統初選民調制度，初選的參選人需要通過一萬五千名黨員聯署，跨越黨內30%民調門檻後，經民調機構中心進行民意調查，萬一沒人通過兩階段，提名權將回歸國民黨中常會，由中常會決定最後的徵召人選。根據國民黨初選規則，第一階段是黨員連署，必須超過黨員總數5%連署，才能進入第二階段民調評比，民調只要相對領先，就可獲得提名。但如果參選人只有一人進入民調，第二階段將成為一人參選，此人民調就必須超過30%才能獲得提名。萬一沒人通過兩階段，提名權將回歸國民黨中常會，由中常會決定最後的徵召人選。
根據民主進步黨的初選制度，自2011年3月17日起，總統、區域立委、直轄市長、直轄市議員、縣市長等公職提名黨內初選，採用「全民調」方式產生。其中總統初選方式採登記，登記後先行溝通協調，若無法達成協議時，由黨中央辦理民調決定提名人選。